# 博德曼鎮區 (密歇根州)
博德曼鎮區（英語：Boardman Township）是位於美國密歇根州卡爾卡斯卡縣的一個行政鎮區。

## 地方資料
博德曼鎮區的面積為93.80平方千米，當中陸地面積為93.40平方千米，而水域面積為0.40平方千米。根據2020年美國人口普查的數據，當地共有人口1479人，而人口密度為每平方千米15.77人。